# 코미디 힙합
코미디 힙합(Comedy hip hop)이나 코미디 랩(comedy rap)은 더 가볍고 재미있는 힙합 음악의 하위 장르로, 유머를 그들의 더 진지하고 순수한 힙합 스타일에 접목시킨 아티스트들과 비교된다.
풍자 힙합(Satirical hip hop)은 비꼬는, 패러디한, 데드팬 또는 혀끝으로 하는 코미디 힙합의 변형이다.
다른 형태의 코메디 랩, 예를 들어 밈 랩(meme rap)과 아이러닉(ironic rap), 그들의 공격적인 그리고 어두운 코미디 접근법으로 알려진 둘 다 2000년대와 2010년대에 주류의 성공을 거두었다. 코미디 힙합에 대한 많은 예들은 패러디적이다.

## 특성
풍자 힙합은 힙합을 풍자적인 메시지를 전달하기 위한 수단으로 사용하는 비판적 음악의 한 형태 또는 전체 장르를 패러디한 것이다. 음악적 영향력과 범위는 갱스터 랩, 멈블 랩, 트랩 랩, 얼터너티브 힙합까지 다양하다. 좀 더 유머러스한 풍자적인 하위 장르 밈 랩은 입소문이 나기 위한 목적으로 만들어졌다. 멈블 랩의 맥락에서, 풍자적인 힙합 노래는 로파이 제작, 인물/가명(예: 조지 "조지" 밀러), 단순한 뮤직 비디오, 느린 리듬, 의도적으로 정형화된 가사/주제를 포함할 수 있다.

## 기원
힙합 풍자는 "흑인의 정체성의 복잡성을 탐구" 하면서 랩과 실험적인 허구의 형태와 같은 대중 문화 형태를 연결한다. 힙합 문화는 또한 다른 매체에서도 비판받았는데, 예를 들면, 힙합 자세에 초점을 맞춘 모큐멘터리인 검은 모자의 두려움(1993)이 그것이다. 분독스 에피소드 "갱스탈리셔스 이야기" (2005), 그리고 스파이크 리 (Spike Lee)의 Bamboozled (2000) 가 있다.
1990년대 갱스터 랩의 특징인 더 어두운 주제 이전에, 더 가볍고 더 유머러스한 스타일의 코미디 힙합은 1980년대에 비스티 보이즈와 같은 인기 있는 가수들에 의해 두드러졌다.
2000년대 이후 디지털 시대에 풍자 랩, 특히 아프리카계 미국인 풍자 랩이다. 흑인 문화 표현에 대해 논평하거나, 역설적으로 힙합의 세계적 지위를 굳힌 흑인 고정관념에서 벗어나는 것은 아티스트의 상업적 실패의 가능성을 위험하기 때문이다. 이러한 운명을 벗어난 사람들 중에는 1990년대 초반의 얼터너티브 힙합 트리오이자 현대 풍자 랩인 데 라 솔의 음악(예: 1989년 그들의 랜드마크 음반 《3 Feet High and Rising》, 그들의 음반 산업 비판적인 1991년 음반 《De La Soul Is Dead》, 2012년 노래 Must B the Music)와 Childen Gambino가 있다.

## 역사 및 예시

### 1980년대
1987년 런DMC의 "Christmas in Holis"는 DJ Jazzy Jeff & The Fresh Prince의 1988년 노래 'Parents Just Don't Understand'와 마찬가지로 코미디 랩으로, N.W.A와 아이스큐브의 초기 앨범들은 프레시 프린스만큼 희극적이고 가벼운 것이 아니라 유머를 담았다.
DJ Jazzy Jeff & The Fresh Prince, De La Soul, Kid'n Play, Das EFX, Fu-Schnickens와 같은 다양한 영향력 있는 코미디 힙합 그룹이 1980년대 후반에 시작되었다.

### 1990년대
"Weird Al" 얀코비치는 1990년대부터 인기 있는 힙합 노래의 패러디 트랙을 만들었다. 또 다른 초기 예는 서던캘리포니아에 기반을 둔 랩퍼 아프로맨과 함께 2001년에 발표된 코미디 가사를 특징으로 하는 두 개의 잘 알려진 트랙 "Crazy Rap"과 "Because I Got High"를 가지고 있다.
1990년대 후반과 2000년대 내내 에미넴, 루다크리스, 아프로마를 포함한 래퍼들이 인기를 얻었다.

### 2000년대
론리 아일랜드(The Lonely Island)는 2001년에 첫 번째 코미디 랩송인 Ka-Blamo!를 발매한 미국의 3인조 코미디 영화이다. 그들은 2005년 새터데이 나이트 라이브에 합류한 후 유명세를 탔고 그들은 그들이 "가짜 랩"이라고 묘사하는 풍자적인 노래를 많이 만들었다. 그들의 첫 번째 비디오 중 하나인 "Lazy Sunday"는 인터넷 센세이션을 일으켰고 NBC가 방영하기 전까지 5백만 건 이상의 조회수를 기록했다. 론리 아일랜드의 브랜드는 남성다움을 실제로 패러디한 노래를 만드는 것이다. 그들은 저스틴 팀버레이크, 니키 미나즈, 리한나 등을 포함한 수많은 주류 예술가들과 협업했다. 그들의 유튜브 채널은 10억 뷰를 넘었고, 그들은 그래미 후보에 올랐고, 그들의 앨범은 빌보드 핫 100에 차트에 올랐고, 그들은 그들의 노래 "Dick in a Box"로 에미상을 받았다. 그들의 가장 인기 있는 노래들 중 일부는 "I'm on a Boat," "I Just Had Sex," 그리고 "Jiz in My Pants"이다. SNL을 탈퇴한 이후, 그들은 풍자적인 앨범을 계속 만들고 있으며, 현재도 여전히 활동하고 있다.
2008년, 오드 퓨처의 멤버 타일러, 크리에이터, 재스퍼 돌핀은 단명 코미디 그룹 이름인 "I Smell Panties"로 그들의 유일한 EP를 발매했다.이 듀오는 아이 스멜 팬티로 공연할 때 익살스러운 방식으로 갱스터 랩과 서던 힙합 요소를 사용했다. 그리고 나서 타일러는 2011년에 "Come Through Looking Clean"이라는 이름의 캐릭터 아래 공연된 농담 곡인 "Come Through Looking Clean"이라는 곡을 발표했다. 이 곡은 2000년대 유행했던 주류 힙합 '블링 시대'를 패러디한 곡으로 릴 비의 음악에서 큰 영감을 얻었다. T영 니가 캐릭터는 나중에 2012년 어덜트 스위밍 프로그램인 '로이터 스쿼드'에서 다양한 촌극에 다시 사용되었다. 2016년 2월, 타일러는 그의 2011년 바이럴 싱글 〈Yonkers〉가 뉴욕 래퍼들의 스타일을 패러디하려는 농담곡으로 만들어졌다고 밝혔다. 같은 이름의 도시의 이름을 따서 명명됨).
2000년대 후반과 2010년대 초반, 미국 미시간주에 기반을 둔 인터넷 유명인사이자 래퍼인 루카 알리는 충격적 가치를 위한 가사가 포함된 팝송 패러디(인기 힙합 노래 포함)를 만들어 유명해졌다. 그는 종종 인종적 고정관념, 주제적 주제, 그리고 어두운 유머에 대한 정치적으로 부정확하고 어린 시절의 언급을 포함한다. 그의 음악은 또한 유명인들의 희극적인 묘사를 이용하는 경향이 있으며, 그의 몇몇 다른 자아들은 특정 민족 집단의 전형적인 자질을 옹호한다. 일부 비평가들은 앨리의 유머가 사우스 파크, 패밀리가이, 채플즈 쇼와 같은 주류 코미디 텔레비전 쇼의 영향을 많이 받는 것 같음에도 불구하고 알리의 노래에 대한 반응으로 인종차별주의자로 낙인찍었고, 농담으로 그의 유머 브랜드를 옹호했다. 그의 동영상과 유튜브 채널은 자주 삭제된다(뮤직비디오를 만들기 시작한 이후 서비스 위반으로 17개의 유튜브 채널이 삭제되었다). 팬들에 의해 다시 업로드된다.

### 2010년대
맥클모어 & 라이언 루이스의 "Srift Shop"은 2012년에 국제적으로 차트에 진입했다.
2010년대 중반, 새너제이 주립대학교 학생이자 이 학교의 수구 클럽 팀의 멤버인 라이언 해리먼은 "3PAC"라는 예명으로 인터넷에서 입소문을 탔다. 그는 자작 뮤직 비디오, 화려하고 공격적인 코미디 랩 노래, 에미넴과 2 체인즈와 같은 주류 랩퍼들을 겨냥한 디스 트랙으로 유명했다.유튜브 게임 채널 퓨디파이도 있다. 2015년 8월 발매된 인터넷 음악 평론가 앤서니 판타노의 코미디 힙합 믹스테이프인 더 뉴 CALassic에 게스트로 출연했다. 해리먼은 2015년 10월 24세의 나이로 수구 연습 중 심각한 뇌 손상을 입은 후 사망했다.
2017년, 유튜브의 탤런트 더울 프랭크는 "Pink Guy"라는 이름으로 공연된 두 번째 앨범인 "Pink Season"이라는 제목의 음악 프로젝트를 발표했는데, 이 앨범에는 여러 곡들이 힙합 음악 전반에 재미를 준다. 예를 들어, "Hand On My Gat"은 하드코어 언더그라운드 래퍼들의 캐리커처 역할을 하는 폴리티크 Z라는 캐릭터가 등장한다. 이 캐릭터의 이전 출연은 불결한 프랭크 비디오 《BAD INTERNET RAPPers》 (2014년 11월 업로드)에 있었다. 그곳에서 그는 언더그라운드 래퍼들의 전형적인 반주류적이고 정치적인 태도를 직접적으로 패러디한 "Real Hip Hop"이라는 노래를 불렀다. 핑크 시즌 앨범은 아이튠즈 차트에서 1위에 올랐고 빌보드 200에서는 70위로 정점을 찍었다.
2018년 4월, 인터넷 유명인사이자 음악 평론가인 앤서니 판타노는 "Coin Star"와 "Don't Talk To Me."의 다른 자아 아래 더 풍자적인 힙합 트랙을 발매하기 시작했다.
2010년대 후반, 릴 디키와 어글리 갓과 같은 장르의 새로운 아티스트들도 인기를 얻어, 이 장르가 상당한 충성도를 유지하는 데 도움을 주었다.샷건 윌리, 빌리 마르키아피바, 융 너겟, 그리고 융 그레이비를 포함한 최근 밈 래퍼들의 봉기도 있었다.

## 사례
영어권 밖에서는 1990년대에 독일 그룹 페테스 브로트, 스웨덴계 핀란드인 예술가 마르쿨리오, 프랑스인 그룹 스빈켈스와 같은 밴드와 예술가들이 이 장르를 전파했다.
특히 독일 힙합은 미국 갱스터 랩의 무게감과 진지함을 조롱할 수 있는 유머러스하고 풍자적이며 아이러니한 가사를 사용한 것으로 알려져 있다. 이 전통은 독일어 랩과 힙합의 선구자로 여겨지며 풍자와 유머로 유명한 오스트리아의 예술가 팔코로 거슬러 올라갈 수 있다. 다른 유명한 예로는 Die Fantastischen Vier, Fettes Brot, Beginner, Fünf Sterne deluxe, Seeed 등이 있다.
- 키스에이프 - 내가 저지른 사랑

## 같이 보기
- 힙합 풍자 작가
- 사운드클라우드 랩